# Asienspiele 1958/Badminton
Titelträger im Badminton wurden bei den Asienspielen 1958 in Tokio ausschließlich im Herrenteam ermittelt, da Badminton 1958 nur als Demonstrationssportart ausgetragen wurde.

## Medaillengewinner
| Disziplin  | Gold                                                                                             | Silber | Bronze                                                                                        |
| ---------- | ------------------------------------------------------------------------------------------------ | --- | --------------------------------------------------------------------------------------------- |
| Herrenteam | Japan Kanetoshi Kataishi Yasuhiro Komatsu Kei Koshikawa Kiyoshi Matsuo Eiichi Nagai Yoshiro Sato | Thailand Sanguan Anandhanonda Narong Bhornchima Raphi Kanchanaraphi Channarong Ratanaseangsuang Soo Saekoh Chuchart Vatanatham | Taiwan Chang Shih-yen Hou Liang-chin Kao Hui-pang Liang Ching-yu Shih Chin-piao Tung Sheng-ho |

## Resultate
| Position | Team        | Spiele | W | L | Pw | Pl | P+  | P | Resultat      |
| -------- | ----------- | ------ | - | - | -- | -- | --- | - | ------------- |
| 1        | Japan       | 2      | 2 | 0 | 9  | 1  | +8  | 2 | Gold          |
| 2        | Thailand    | 2      | 1 | 1 | 6  | 4  | +2  | 1 | Silber        |
| 3        | Taiwan      | 2      | 0 | 2 | 0  | 10 | −10 | 0 | Bronze        |
| 4        | Philippinen | 0      | 0 | 0 | 0  | 0  | 0   | 0 | zurückgezogen |